# Rente noble
 (août 2020).
La rente noble ou sa directe est une partie ou la totalité d’un domaine vendu par un seigneur afin de percevoir un versement immédiat appelé « l’introge » ainsi que la perception des droits demeurent attachés à la terre.